# Hanomag L321a
Die Tenderlokomotiven der Reihe Hanomag L321a waren Dampflokomotiven mit der Achsfolge B, die nach 1880 vom Hersteller Hanomag an verschiedene Industriebetriebe geliefert wurden. Bei den Zechenbahnen in Nordrhein-Westfalen sind vier Lokomotiven bekannt. Eine Lokomotive, die 1884 an die Zeche Centrum geliefert wurde, war noch bis Anfang der 1960er bei verschiedenen anderen Zechenbahnen im Einsatz und wurde erst 1963 bei der Zeche Prosper verschrottet.:66

## Namensgebung
Bei den Bergwerksbahnen in Nordrhein-Westfalen wurde diesem Lokomotivtyp die Bezeichnung L 321a gegeben.:266 In der Lieferliste von Hanomag taucht diese Bezeichnung Hanomag L321a nicht auf. Die tatsächlich produzierte Zahl der Lokomotiven ist nicht bekannt. Genau zuzuordnen sind vier gelieferte Lokomotiven.

### Zeche Emil-Emscher
Die älteste bekannte Lokomotive aus dem Jahr 1881 mit der Fabriknummer 1449 wurde an die Zeche Emil-Emscher geliefert, wo sie die Bezeichnung II trug. Die Lokomotive wurde noch vom Köln-Neuessener-Bergwerksverein übernommen und ist um 1940 ausgemustert worden.:89

### Zeche Centrum
Aus dem Jahr 1884 stammt die Lokomotive Hanomag 1770, die bei der Zeche Zentrum die Bezeichnung III trug. Die Lokomotive ist die am längsten in Betrieb stehende Maschine; 1940 wurde sie an die Zeche Fröhliche Morgensonne und Anfang der 1960er Jahre noch an die Zeche Prosper weitergegeben. 1963 wurde sie dort mit über 70 Dienstjahren verschrottet.

### Zeche Consolidation
1899 wurde die Lokomotive Hanomag 3354 für die Zeche Consolidation gebaut und trug dort die Bezeichnung IIII. Ausgemustert wurde die Lok 1940.:70

### Zeche Ewald
Aus dem Jahr 1900 stammt die Lokomotive Hanomag 3605, sie wurde an die Zeche Ewald geliefert. Die Bezeichnung ist nicht bekannt. Die Lokomotive wurde von der Zeche Ewald Fortsetzung übernommen und 1955 ausgemustert.:101
Dazu kommen einige Lokomotiven, die nicht eindeutig zuzuordnen sind.

## Technik
Die Lokomotiven waren als kleine Werklokomotiven konstruiert, bei der große Lokreibungslast und Leistung im Vordergrund standen. Sie wurden aus Werkstoffen hergestellt, die den Vorschriften der Deutschen Lokomotivbau-Vereinigung entsprachen und mit Nassdampf betrieben. Sie besaßen einen Blechrahmen einfachster Bauausführung, der Wasservorrat war in seitlichen Kästen untergebracht. Im linken seitlichen Kasten war der Kohlevorrat vorhanden.
Das zweiachsige Triebwerk arbeitete mit der Allan-Steuerung und geschwungener Schleife zu den Zylindern, die mit Flachschiebern realisiert waren. Der Kreuzkopf wurde zweischienig auf der Gleitbahn geführt. Der Rahmen war vorn und hinten mit einer herkömmlichen Zug- und Stoßeinrichtung versehen. Die Bremse funktionierte als Handbremse von hinten auf beide Achsen.
Der einfache Dampfkessel trug einen Dampf- sowie einen Sanddom, von dem jeweils ein Sandrohr pro Triebwerksseite zwischen die Räder von innen wirkte. Außerdem war er mit einem Sicherheitsventil der Bauart Ramsbotton ausgerüstet.:251 Die Beleuchtung der Lokomotive erfolgte mit Petroleumbeleuchtung.